# En film om kärlek
En film om kärlek är en svensk film som hade biopremiär i Sverige den 26 januari 1987, i regi av Mats Arehn med Sven Wollter och Linn Stokke i huvudrollerna. Filmen har också visats med namnet Om kärlek.

## Handling
Den frånskilde fotografen Peter (Sven Wollter) ser Helene (Linn Stokke) på sin sons skolavslutning och blir förälskad i henne. Av besatthet kan Peter inte få Helene ur huvudet och gör allt för att försöka få kontakt med henne. Helene är gift med en annan man och de är på väg till hans semesterhus på Mallorca. Peter bokar en resa dit med sina två barn, trots att han egentligen inte har råd.

## Rollista
Följande skådespelare, i urval, medverkar i filmen:
| Sven Wollter             | – Peter Axelsson, fotograf              |
| Linn Stokke              | – Helene Berg, arkeolog                 |
| Sverre Anker Ousdal      | – Cristian Berg, Helenes man            |
| Pia Green                | – Eva, Peters före detta hustru         |
| Kalle Wollter            | – Martin, Peters och Evas son           |
| Maria Koblanck           | – Mimi, Peters och Evas dotter          |
| Emma Behrendtz-Samuelson | – Lisa, Cristians dotter                |
| Sten Johan Hedman        | – Bertil Sörman, Cristians kompanjon    |
| Ruth Stevens             | – farmor, Peters mor                    |
| Peder Falk               | – läkaren                               |
| Nils Moritz              | – Peters arbetskamrat                   |
| Gunnel Fred              | – reseförsäljare på Atlas Resor         |
| Ann-Sofie Kylin          | – reseförsäljare på Atlas Resor         |
| Lena-Pia Bernhardsson    | – Gittan, Helenes och Cristians väninna |
| Sören Björkman           | – chauffören                            |

## Om filmen
Inspelningen av filmen skedde med ateljéfilmning i Stockholm med exteriörer från Sóller på Mallorca i Spanien av Mischa Gavrjusjov.
Vid tiden för produktionen av filmen korades Sven Wollter till Sveriges sexigaste man i TV, där låten "Som stormen river öppet hav" blev en nationell hit 1987.
En film om kärlek har visats i SVT, bland annat 1989, 2000 och i oktober 2024. Den fanns ett halvår under 2020 på SVT Play.

## Musik i filmen
- "Om kärlek" ("Som stormen river öppet hav"), kompositör Ulf Wahlberg, text Susanne Alfvengren, framförs på flygel av Staffan Scheja med sång av Susanne Alfvengren och Mikael Rickfors. Motivet som framförs i filmen skiljer sig från det motiv som släpptes på skiva och vanligtvis spelas på radio. Versionerna skiljer sig åt bland annat på att refrängen i filmen har ett högre tempo än den andra versionen.
- "Den blomstertid nu kommer", text 1694 av Israel Kolmodin, bearbetad text 1819 av Johan Olof Wallin och återigen bearbetad text 1979 Britt G. Hallqvist

## DVD
Filmen gavs ut på DVD i september 2016.